# Fußballklub 03 Pirmasens 1999-2000
Questa voce raccoglie le informazioni riguardanti il Fußballklub 03 Pirmasens nelle competizioni ufficiali della stagione 1999-2000.

## Stagione
Nella stagione 1999-2000 il Pirmasens, allenato da Frank Lelle, concluse il campionato di Regionalliga ovest-sudovest al 17º posto e fu retrocesso in Oberliga. In Coppa di Germania il Pirmasens fu eliminato al secondo turno dal Monaco 1860.

## Rosa
| N. |                     | Ruolo | Calciatore        |
| -- | ------------------- | ----- | ----------------- |
| 1  | Germania (bandiera) | P     | Frank Steigelmann |
| 2  | Germania (bandiera) | D     | Markus Lechner    |
| 5  | Germania (bandiera) | D     | Jens Träger       |
|    | Germania (bandiera) | P     | Frank Wafzig      |
|    | Germania (bandiera) | D     | Torsten Conrad    |
|    | Germania (bandiera) | D     | Bernd Dudek       |
|    | Germania (bandiera) | D     | Eberhard Faupel   |
|    | Germania (bandiera) | D     | Patrick Fischer   |
|    | Germania (bandiera) | D     | Timo Kriegshäuser |
|    | Germania (bandiera) | D     | Christian Preuße  |
|    | Germania (bandiera) | D     | Jens Schaufler    |
|    | Germania (bandiera) | D     | David Schwartz    |
|    | Germania (bandiera) | D     | Thorsten Streb    |
|    | Germania (bandiera) | C     | Andreas Backmann  |

| N. |                     | Ruolo | Calciatore         |
| -- | ------------------- | ----- | ------------------ |
|    | Russia (bandiera)   | C     | Vladislav Dimitrov |
|    | Germania (bandiera) | C     | Michael Guggemoos  |
|    | Serbia (bandiera)   | C     | Predrag Jovanović  |
|    | Germania (bandiera) | C     | Jens Kiefer        |
|    | Germania (bandiera) | C     | Patrick Lagas      |
|    | Germania (bandiera) | C     | Marco Laping       |
|    | Germania (bandiera) | C     | Patrick Nolden     |
|    | Russia (bandiera)   | C     | Mikhail Smirnov    |
|    | Germania (bandiera) | C     | Steffen Volz       |
|    | Nigeria (bandiera)  | A     | Peter Anyiloibi    |
|    | Germania (bandiera) | A     | Björn Kriegshäuser |
|    | Germania (bandiera) | A     | Kevin Leiner       |
|    | Germania (bandiera) | A     | Tim Nessel         |
|    | Germania (bandiera) | A     | Wolfgang Schultz   |

## Organigramma societario
Area tecnica
- Allenatore: Frank Lelle
- Allenatore in seconda:
- Preparatore dei portieri:
- Preparatori atletici:
- Analisi video:

## Calciomercato

### Sessione estiva
| Acquisti | Acquisti           | Acquisti             | Acquisti |
| R.       | Nome               | da                   | Modalità |
| -------- | ------------------ | -------------------- | -------- |
| A        | Peter Anyiloibi    | FSG Schiffweiler     |          |
| C        | Andreas Backmann   | Homburg              |          |
| C        | Predrag Jovanović  | Voždovac             |          |
| C        | Jens Kiefer        | Borussia Neunkirchen |          |
| A        | Björn Kriegshäuser | Kaiserslautern II    |          |
| C        | Patrick Nolden     | Remscheid            |          |
| C        | Steffen Volz       | Kaiserslautern II    |          |

| Cessioni | Cessioni     | Cessioni          | Cessioni |
| R.       | Nome         | a                 | Modalità |
| -------- | ------------ | ----------------- | -------- |
| D        | Mario Becker | Kaiserslautern II |          |

### Sessione invernale
| Acquisti | Acquisti        | Acquisti      | Acquisti |
| R.       | Nome            | da            | Modalità |
| -------- | --------------- | ------------- | -------- |
| C        | Mikhail Smirnov | TuS Montabaur |          |

| Cessioni | Cessioni | Cessioni | Cessioni |
| R.       | Nome     | a        | Modalità |
| -------- | -------- | -------- | -------- |

## Risultati

### Regionalliga ovest-sudovest

#### Girone di andata
| Pirmasens 18 agosto 1999, ore 18:45 CEST 1ª giornata | Pirmasens  | 0 – 0 referto | Preußen Münster | Städtisches Stadion (1 200 spett.)\| Arbitro: \| Diergarten \| |
| Arbitro:                                             | Diergarten |               |                 |                                                                |

| Arbitro: | Seemann |

|                             |           |            |
| Melunovic 52’ Milošević 57’ | Marcatori | 1’ Schultz |

| Arbitro: | Inderhees |

|                             |           |                                |
| Conrad 86’ Kriegshäuser 89’ | Marcatori | 4’ (rig.) Lehnhoff 11’ Podszus |

| Arbitro: | Gebhardt |

|           |           |            |
| Dočev 90’ | Marcatori | 52’ Laping |

| Arbitro: | Neis |

|                                            |           |               |
| Schultz 8’, 45’ Kriegshäuser 14’ Lagas 17’ | Marcatori | 77’ Schneider |

| Arbitro: | Weiss |

|                                                                                         |           |                         |
| Valchev 19’ Delic 23’, 45’, 89’ Goulet 35’ Czakon 40’ Eichmann 59’ Nickeleit 72’ (rig.) | Marcatori | 15’ Kiefer 52’ Dimitrov |

| Arbitro: | Henes |

|                               |           |                          |
| Schultz 52’ Kiefer 84’ (rig.) | Marcatori | 35’ Oelkuch 82’ Konjevic |

| Dortmund 12 settembre 1999, ore 15:00 CEST 8ª giornata | Borussia Dortmund II | 0 – 0 referto | Pirmasens | Stadio Rote Erde (270 spett.)\| Arbitro: \| Könen \| |
| Arbitro:                                               | Könen                |               |           |                                                      |

| Arbitro: | Schneider |

|  |           |            |
|  | Marcatori | 82’ Zibert |

| Arbitro: | Stachowiak |

|                                       |           |                             |
| Majewski 11’ Siebert 77’ Federico 85’ | Marcatori | 24’ Conrad 87’ Kriegshäuser |

| Arbitro: | Beitzel |

|                              |           |                                |
| Kriegshäuser 10’, 61’ (rig.) | Marcatori | 14’ Stark 57’ Melkam 69’ Iyodo |

| Arbitro: | Wegener-Gärtner |

|                                                        |           |              |
| Shittu 18’ Zedi 60’ Putilo 65’ Gensler 83’ Michels 88’ | Marcatori | 68’ Dimitrov |

| Arbitro: | Diergarten |

|          |           |                                  |
| Volz 67’ | Marcatori | 50’ Tonello 59’ Jonjić 90’ Cirba |

| Arbitro: | Albers |

|          |           |                             |
| Kříž 62’ | Marcatori | 21’ Kriegshäuser 47’ Laping |

| Arbitro: | Seemann |

|                            |           |           |
| Conrad 47’, 63’ Nolden 60’ | Marcatori | 25’ Klose |

| Arbitro: | Margenberg |

|  |           |                  |
|  | Marcatori | 41’ Kriegshäuser |

| 14 novembre 1999 17ª giornata |  | – turno di riposo |  |  |

| Arbitro: | Riederwald |

|            |           |              |
| Nolden 70’ | Marcatori | 16’ Mrugalla |

| Arbitro: | Weiss |

|                               |           |  |
| Peters 53’ Karp 83’ Gerov 90’ | Marcatori |  |

#### Girone di ritorno
| Arbitro: | Inderhees |

|                |           |  |
| Winter 2’, 29’ | Marcatori |  |

| Arbitro: | Weiss |

|  |           |                      |
|  | Marcatori | 73’ Breu 89’ Mouyémé |

| Arbitro: | Kortholt |

|           |           |                    |
| Demir 25’ | Marcatori | 69’, 90’ Jovanović |

| Arbitro: | Schütz |

|  |           |               |
|  | Marcatori | 89’ Karpowicz |

| Arbitro: | Müller |

|           |           |  |
| Mayer 90’ | Marcatori |  |

| Arbitro: | Gebhardt |

|                                        |           |  |
| Jovanović 58’ Backmann 61’ (rig.), 84’ | Marcatori |  |

| Arbitro: | Perschke |

|               |           |            |
| Wolf 47’, 51’ | Marcatori | 90’ Kiefer |

| Arbitro: | Albers |

|  |           |                                      |
|  | Marcatori | 39’ Riethmann 60’ Gudelj 78’ Abdulai |

| Arbitro: | Göbel |

|                                           |           |  |
| Hutwelker 19’, 78’ Choji 29’ Mushinka 90’ | Marcatori |  |

| Arbitro: | Fandel |

|                          |           |            |
| Jovanović 12’ Conrad 81’ | Marcatori | 49’ Freier |

| Arbitro: | Beitzel |

|                                                               |           |  |
| Schmugge 7’ Ebbers 9’ (rig.), 60’ Iyodo 56’, 83’ Dikhtiar 85’ | Marcatori |  |

| Arbitro: | Scheppe |

|  |           |                          |
|  | Marcatori | 1’, 14’, 19’, 29’ Shittu |

| Arbitro: | Stachowiak |

|                                   |           |                  |
| Jonjić 28’ (rig.) Anderbrügge 64’ | Marcatori | 68’ Kriegshäuser |

| Arbitro: | Neis |

|                           |           |  |
| Dudek 9’ Kriegshäuser 73’ | Marcatori |  |

| Arbitro: | Göbel |

|                       |           |  |
| Adzic 40’ Neumann 65’ | Marcatori |  |

| Arbitro: | Wegener-Gärtner |

|                       |           |          |
| Dudek 56’ Fischer 72’ | Marcatori | 41’ Weah |

| 14 maggio 2000 36ª giornata |  | – turno di riposo |  |  |

| Arbitro: | Seemann |

|                                     |           |  |
| Schriewersmann 49’ Schmidt 55’, 78’ | Marcatori |  |

| Arbitro: | Kreyer |

|  |           |                    |
|  | Marcatori | 1’, 78’, 88’ Krohm |

### Coppa di Germania
| Arbitro: | Werthmann |

|  |           |                                |
|  | Marcatori | 8’ Max 28’ Schroth 50’ Paßlack |

## Statistiche

### Statistiche di squadra
| Competizione                | Punti | In casa | In casa | In casa | In casa | In casa | In casa | In trasferta | In trasferta | In trasferta | In trasferta | In trasferta | In trasferta | Totale | Totale | Totale | Totale | Totale | Totale | DR  |
| Competizione                | Punti | G       | V       | N       | P       | Gf      | Gs      | G            | V            | N            | P            | Gf           | Gs           | G      | V      | N      | P      | Gf     | Gs     | DR  |
| --------------------------- | ----- | ------- | ------- | ------- | ------- | ------- | ------- | ------------ | ------------ | ------------ | ------------ | ------------ | ------------ | ------ | ------ | ------ | ------ | ------ | ------ | --- |
| Regionalliga ovest-sudovest | 33    | 18      | 6       | 4       | 8       | 24      | 29      | 18           | 3            | 2            | 13           | 14           | 46           | 36     | 9      | 6      | 21     | 38     | 75     | -37 |
| Coppa di Germania           | -     | 1       | 0       | 0       | 1       | 0       | 3       | 0            | 0            | 0            | 0            | 0            | 0            | 1      | 0      | 0      | 1      | 0      | 3      | -3  |
| Totale                      | 33    | 19      | 6       | 4       | 9       | 24      | 32      | 18           | 3            | 2            | 13           | 14           | 46           | 37     | 9      | 6      | 22     | 38     | 78     | -40 |

### Andamento in campionato
| Giornata  | 1  | 2  | 3  | 4  | 5 | 6  | 7  | 8  | 9  | 10 | 11 | 12 | 13 | 14 | 15 | 16 | 17 | 18 | 19 | 20 | 21 | 22 | 23 | 24 | 25 | 26 | 27 | 28 | 29 | 30 | 31 | 32 | 33 | 34 | 35 | 36 | 37 | 38 |
| --------- | -- | -- | -- | -- | - | -- | -- | -- | -- | -- | -- | -- | -- | -- | -- | -- | -- | -- | -- | -- | -- | -- | -- | -- | -- | -- | -- | -- | -- | -- | -- | -- | -- | -- | -- | -- | -- | -- |
| Luogo     | C  | T  | C  | T  | C | T  | C  | T  | C  | T  | C  | T  | C  | T  | C  | T  |    | C  | T  | T  | C  | T  | C  | T  | C  | T  | C  | T  | C  | T  | C  | T  | C  | T  | C  |    | T  | C  |
| Risultato | N  | P  | N  | N  | V | P  | N  | N  | P  | P  | P  | P  | P  | V  | V  | V  |    | N  | P  | P  | P  | V  | P  | P  | V  | P  | P  | P  | V  | P  | P  | P  | V  | P  | V  |    | P  | P  |
| Posizione | 11 | 16 | 16 | 15 | 9 | 13 | 11 | 13 | 13 | 15 | 15 | 17 | 17 | 17 | 15 | 13 | 13 | 15 | 16 | 16 | 17 | 16 | 16 | 17 | 15 | 16 | 17 | 17 | 17 | 17 | 17 | 17 | 16 | 16 | 16 | 17 | 17 | 17 |

Legenda:

Luogo: C = Casa; T = Trasferta. Risultato: V = Vittoria; N = Pareggio; P = Sconfitta.

### Statistiche dei giocatori
| Giocatore       | Regionalliga | Regionalliga | Regionalliga | Regionalliga | Coppa di Germania | Coppa di Germania | Coppa di Germania | Coppa di Germania | Totale   | Totale | Totale      | Totale     |
| Giocatore       | Presenze     | Reti         | Ammonizioni  | Espulsioni   | Presenze          | Reti              | Ammonizioni       | Espulsioni        | Presenze | Reti   | Ammonizioni | Espulsioni |
| --------------- | ------------ | ------------ | ------------ | ------------ | ----------------- | ----------------- | ----------------- | ----------------- | -------- | ------ | ----------- | ---------- |
| P. Anyiloibi    | 3            | 0            | 0            | 0            | 0                 | 0                 | 0                 | 0                 | 3        | 0      | 0           | 0          |
| A. Backmann     | 27           | 2            | 3            | 0            | 1                 | 0                 | 0                 | 0                 | 28       | 2      | 3           | 0          |
| T. Conrad       | 34           | 5            | 4            | 1            | 1                 | 0                 | 0                 | 0                 | 35       | 5      | 4           | 1          |
| V. Dimitrov     | 32           | 2            | 6            | 0            | 1                 | 0                 | 0                 | 0                 | 33       | 2      | 6           | 0          |
| B. Dudek        | 32           | 2            | 4            | 1            | 1                 | 0                 | 0                 | 0                 | 33       | 2      | 4           | 1          |
| E. Faupel       | 29           | 0            | 5            | 0            | 0                 | 0                 | 0                 | 0                 | 29       | 0      | 5           | 0          |
| P. Fischer      | 4            | 1            | 0            | 0            | 0                 | 0                 | 0                 | 0                 | 4        | 1      | 0           | 0          |
| M. Guggemoos    | 8            | 0            | 1            | 0            | 1                 | 0                 | 0                 | 0                 | 9        | 0      | 1           | 0          |
| P. Jovanović    | 11           | 4            | 2            | 0            | 0                 | 0                 | 0                 | 0                 | 11       | 4      | 2           | 0          |
| J. Kiefer       | 23           | 3            | 4            | 1            | 1                 | 0                 | 0                 | 0                 | 24       | 3      | 4           | 1          |
| B. Kriegshäuser | 34           | 9            | 7            | 1            | 1                 | 0                 | 0                 | 0                 | 35       | 9      | 7           | 1          |
| T. Kriegshäuser | 1            | 0            | 0            | 0            | 0                 | 0                 | 0                 | 0                 | 1        | 0      | 0           | 0          |
| P. Lagas        | 35           | 1            | 7            | 0            | 1                 | 0                 | 0                 | 0                 | 36       | 1      | 7           | 0          |
| M. Laping       | 35           | 2            | 6            | 1            | 1                 | 0                 | 0                 | 0                 | 36       | 2      | 6           | 1          |
| M. Lechner      | 27           | 0            | 4            | 1            | 1                 | 0                 | 0                 | 0                 | 28       | 0      | 4           | 1          |
| K. Leiner       | 1            | 0            | 0            | 0            | 0                 | 0                 | 0                 | 0                 | 1        | 0      | 0           | 0          |
| T. Nessel       | 1            | 0            | 0            | 0            | 0                 | 0                 | 0                 | 0                 | 1        | 0      | 0           | 0          |
| P. Nolden       | 23           | 2            | 5            | 1            | 0                 | 0                 | 0                 | 0                 | 23       | 2      | 5           | 1          |
| C. Preuße       | 25           | 0            | 3            | 0            | 1                 | 0                 | 0                 | 0                 | 26       | 0      | 3           | 0          |
| J. Schaufler    | 4            | 0            | 0            | 0            | 0                 | 0                 | 0                 | 0                 | 4        | 0      | 0           | 0          |
| W. Schultz      | 10           | 4            | 1            | 0            | 1                 | 0                 | 0                 | 0                 | 11       | 4      | 1           | 0          |
| D. Schwartz     | 20           | 0            | 1            | 0            | 0                 | 0                 | 0                 | 0                 | 20       | 0      | 1           | 0          |
| M. Smirnov      | 0            | 0            | 0            | 0            | 0                 | 0                 | 0                 | 0                 | 0        | 0      | 0           | 0          |
| F. Steigelmann  | 25           | 0            | 1            | 0            | 0                 | 0                 | 0                 | 0                 | 25       | 0      | 1           | 0          |
| T. Streb        | 21           | 0            | 1            | 0            | 1                 | 0                 | 0                 | 0                 | 22       | 0      | 1           | 0          |
| J. Träger       | 9            | 0            | 0            | 1            | 0                 | 0                 | 0                 | 0                 | 9        | 0      | 0           | 1          |
| S. Volz         | 13           | 1            | 3            | 0            | 0                 | 0                 | 0                 | 0                 | 13       | 1      | 3           | 0          |
| F. Wafzig       | 12           | 0            | 0            | 0            | 1                 | 0                 | 0                 | 0                 | 13       | 0      | 0           | 0          |